# Assefa Mezgebu
Assefa Mezgebu (Etiopía, 19 de junio de 1978) es un atleta etíope, especialista en la prueba de 10000 m, en la que ha logrado ser subcampeón mundial en 2001.

## Carrera deportiva
En el Mundial de Edmonton 2001 ganó la medalla de plata en los 10000 metros, con un tiempo de 27:53.97 segundos, llegando a la meta tras el keniano Charles Kamathi y por delante de su compatriota el etíope Haile Gebrselassie.
También ha ganado dos medallas de bronce en la misma prueba, en las Olimpiadas de Sídney 2000 y en el mundial de Sevilla 1999.